# Prieska
Prieska – miasto, zamieszkane przez 14 246 ludzi (2011), w Republice Południowej Afryki, w Prowincji Przylądkowej Północnej.
Prieska leży nad brzegiem rzeki Oranje, 240 km na południe od Kimberley. Początkowo nosiło nazwę Prieschap, która pochodziła z języka ludów Khoisan. Prieskę założono w 1882 roku.